# Sveriges åkeriföretag

Organisationens logotyp

Sveriges Åkeriföretag är en branschorganisation för åkare i Sverige.
Sveriges Åkeriföretag är svenska åkerinäringens branschorganisation. Ca 6 000 medlemsföretag med cirka 33 000 lastbilar är representerade i organisationen. Som branschorganisation vill Sveriges Åkeriföretag bidra till hållbar utveckling inom transportsektorn genom att aktivt verka för effektivare fordon, effektivare transporter och förnybara bränslen. Sveriges Åkeriföretag arbetar med att förbättra miljökompetensen hos medlemmarna och förmedla kunskap om transportnäringens villkor. Detta sker bland annat genom information, utbildning, diskussion med kringliggande näringar, lobbying och opinionsbildning.
Sveriges Åkeriföretag arbetar proaktivt med opinionsbildning och lobbying och medverkar på så vis till att förbättra förutsättningarna och villkoren, framför allt för medlemmarna men även för hela den svenska åkerinäringen. 
Ca 6 000 medlemsföretag ingår i organisationen som består av ett centralt kontor och 12 regionala åkeriföreningar. Visionen lyder: "Stolta och lönsamma åkeriföretag på en sund och attraktiv marknad". Det övergripande målet är att lyfta åkerinäringen, göra näringen mer synlig och höja branschens anseende.
Sveriges Åkeriföretags medlemmar omsatte år 2015 182 miljarder kronor, varav 142 var åkerirelaterat.

## Klimatpåverkan
Tung lastbilstrafik står för ca 7 % av utsläppen av växthusgaser i Sverige. Viktiga faktorer för att minska utsläpp är tillgång på fossilfria, förnybara bränslen och en smart logistikplanering. År 2018 presenterade Sveriges Åkeriföretag en färdplan för fossilfrihet i vilken utvecklingen mot noll utsläpp skisseras. Färdplanen är en del i en serie färdplaner till regeringsinitiativet Fossilfritt Sverige. 

## Internationellt samarbete
Sveriges Åkeriföretag arbetar aktivt för att lyfta frågorna om effektivare fordon och effektivare transporter internationellt. Genom NLA, Nordic Logistics Association, driver Sveriges Åkeriföretag tillsammans med systerorganisationerna i Danmark och Norge, nordiska intressen på EU-nivå. Genom NLA stärks arbetet kring miljö-, klimat- och logistikfrågor. Sveriges Åkeriföretag har också representanter med i NVF – Nordiskt vägforum, flera kommittéer inom IRU, den internationella vägtransportunionen, samt deltar i seminarier.

## Ledning
Verkställande direktör är Rickard Gegö som tillträde i januari 2014.

## Historia
Svenska åkeriförbundet, nuvarande Sveriges Åkeriföretag, bildades 1917. I Stockholm bildades det första lastbilsåkeriet 1906. På 20-talet blev lastbilsåkerier en vanlig företeelse. Fast åkaryrket är äldre än så: Dragarlag, både vindragare och hamndragare har funnits sedan medeltiden. Åkare är nämnda tidigt i historien. Köpenhamns åkare räknar sina anor närmare 400 år tillbaka i tiden och det finns idag verksamma svenska företag i branschen som räknar sin historia tillbaka över 250 år.

## Åkerihistoriska Sällskapet
Åkerihistoriska Sällskapet, ÅHS bildat 1992 är ett riksomfattande nätverk inom Sveriges åkeriföretag.
Sällskapets målsättning är att stödja det vägtransporthistoriska intresset och veteranfordonshobbyn samt informera om åkeriernas näringslivshistoriska utveckling, lastbilarnas tekniska framsteg genom tiderna och ur ett historiskt perspektiv belysa betydelsen av vägtransporterna som ligger till grund för ett fungerande samhälle med dess utveckling och försörjning. Åkerihistoriska Sällskapet vill också främja att historiskt värdefullt material och dokumentation kring  åkeriverksamheterna, dess fordon och kringutrustning blir bevarat för framtiden.
Åkerihistoriska Sällskapet samverkar med andra sammanslutningar med vägfordons- och trafikhistorisk inriktning, bland annat Motorhistoriska Sällskapet i Sverige och det brittiska Historic Commercial Vehicle Society.